# Космос-2439
Космос-2439 је један од преко 2400 совјетских вјештачких сателита лансираних у оквиру програма Космос.
Космос-2439 је лансиран са космодрома Плесецк, Русија, 23. маја 2008. Ракета-носач је поставила сателит у орбиту око планете Земље. 